# Between Here & Lost
Between Here & Lost è il primo album del gruppo musicale Nu metal Love and Death, pubblicato nel 2013.

## Tracce
1. The Abandoning
2. Whip It (Devo cover)
3. Watching the Bottom Fall
4. By the Way...
5. Meltdown
6. My Disaster
7. I W8 4 U (feat. Mattie Montgomery dei For Today)
8. Fading Away
9. Paralyzed
10. Chemicals
11. Bruises

Bonus track
1. Empty
2. The Abandoning (Rauch Remix)
3. Meltdown (Rauch Remix)

## Formazione
- Brian "Head" Welch - voce, chitarra
- JR Bareis - chitarra, voce secondaria
- Michael Valentine - basso
- Dan Johnson - batteria